# Giovanni Abrignani
 (août 2025).
La mise en forme du texte ne suit pas les recommandations de Wikipédia : il faut le « wikifier ».
Les points d'amélioration suivants sont les cas les plus fréquents :
- Les titres sont pré-formatés par le logiciel. Ils ne sont ni en capitales, ni en gras.
- Le texte ne doit pas être écrit en capitales (les noms de famille non plus), ni en gras, ni en italique, ni en « petit »…
- Le gras n'est utilisé que pour surligner le titre de l'article dans l'introduction, une seule fois.
- L'italique est rarement utilisé : mots en langue étrangère, titres d'œuvres, noms de bateaux, etc.
- Les citations ne sont pas en italique mais en corps de texte normal. Elles sont entourées par des guillemets français : « et ».
- Les listes à puces sont à éviter, des paragraphes rédigés étant largement préférés. Les tableaux sont à réserver à la présentation de données structurées (résultats, etc.).
- Les appels de note de bas de page (petits chiffres en exposant, introduits par l'outil «  Source ») sont à placer entre la fin de phrase et le point final[comme ça].
- Les liens internes (vers d'autres articles de Wikipédia) sont à choisir avec parcimonie. Créez des liens vers des articles approfondissant le sujet. Les termes génériques sans rapport avec le sujet sont à éviter, ainsi que les répétitions de liens vers un même terme.
- Les liens externes sont à placer uniquement dans une section « Liens externes », à la fin de l'article. Ces liens sont à choisir avec parcimonie suivant les règles définies. Si un lien sert de source à l'article, son insertion dans le texte est à faire par les notes de bas de page.
- La présentation des références doit suivre les conventions bibliographiques. Il est recommandé d'utiliser les modèles {{Ouvrage}}, {{Chapitre}}, {{Article}}, {{Lien web}} et/ou {{Bibliographie}}. Le mode d'édition visuel peut mettre en forme automatiquement les références.
- Insérer une infobox (cadre d'informations à droite) n'est pas obligatoire pour parachever la mise en page.

Pour une aide détaillée, merci de consulter Aide:Wikification.
Si vous pensez que ces points ont été résolus, vous pouvez retirer ce bandeau et améliorer la mise en forme d'un autre article.

## Biographie
Giovanni Abrignani est né en 1899, il fréquente l'école primaire jusqu'à la cinquième, puis il exerce ensuite le métier de maçon itinérant, voyageant à travers plusieurs pays du bassin méditerranéen. Durant un séjour en Afrique, il développe une bronchite qui nécessite son rapatriement en Sicile, où il est pris en charge dans un établissement de soins pour personnes âgées.
Le 13 décembre 1964, Giovanni Abrignani est interné à l'hôpital psychiatrique de Trapani pour s'être querellé sans motif avec un autre patient de la maison de repos. Il y demeure jusqu'en septembre 1965 avant de regagner la maison de repos. Deux années plus tard, il est de nouveau hospitalisé en psychiatrie, en proie à des idées paranoïaques : il soupçonne une religieuse de l'établissement de vouloir l'empoisonner. Son comportement devient apathique et engourdi (caractérisé par les psychiatres comme "visqueux"). Très gourmand, il s'alimente de manière excessive malgré les recommandations de ses médecins. Pour obtenir davantage de tabac et de nourriture, il développe une stratégie de séduction généralisée, proposant ses dessins en échange de cigarettes ou de sucreries.
Il meurt en juillet 1977 d'une thrombose cérébrale et d'un arrêt cardiaque.
C'est grâce au sculpteur  Robert Müller, interné pendant ses vacances pour un court séjour suite à un èpisode psychotique, découvre les dessins d'Abrignani. Il achète la totalité de de sa production et en remet une vingtaine à la collection de l'art brut à Lausanne. Il décrit Abrignani comme un homme corpulent, sociable et jovial. C'est grâce à lui et au Dr Ignazio Sergio Aldo Scarpitta qui avait exercé dans cet hôpital que les détails de la vie d'Abrignani nous sont parvenus
Son œuvre est présente dans de nombreuses collections publiques et privées; il est, par exemple, exposé dans les collections permanentes de la collection de l'art brut à Lausanne, du Musée de la Création Franche à Bègles, au Open Art Museum à St-Gall, au Musée d'art brut de Montpellier, au Musée du Docteur Guislain à Gant, et dans les collections Treger Saint-Silvestre au Portugal,  collection Eternod-Mermod  à Lausanne,dans la Collection Charlotte Zander à Bönnigheim,  ou la collection de Korine et Max E. Ammann à Berne.

## Œuvre
Ses dessins paraissent des souvenirs de sa vie passée et de ses voyages. Il compose ses dessins de manière ordonnée au stylo-bille en s’aidant d’une règle et d’un compas, puis les colorie au crayon.  La plupart ont un caractère narratif, il y intègre des épisodes successifs, son mariage, avec l'arrivée du couple en voiture de luxe, la cérémonie et le départ du voyage de noce en calèche. Comme dans la peinture médiévale, il représente à la fois l'aspect extérieur et intérieur des bâtiments. Il dessine  aussi des scènes du quotidien, balade des parents avec l'enfant en landau, scène de chasse, arrivée du Tour d'Italie. On y retrouve aussi la Sicile, ses troupeaux de moutons. La représentation récurrente d'une séance de tribunal semble indiquer qu'il aurait eu maille à partir avec la justice. Ses dessins, régulièrement du même format sont faits sur des papiers simples ou sur le dos des feuilles de dossier médicaux ou d'observation de l'hôpital psychiatrique.

## Expositions
- 2022: "Eine Künstlerfamilie zwischen Insider and Outsider Art: Robert, Miriam, Manuel, Gilda Müller & Giovanni Abrignani", Open Art Museum, St-Gall2015 Galerie du Marché, Lausanne, "Brut de Brut"
- 2015 Galerie du Marché, Lausanne, "Brut de Brut"
- 2015 MIAM, Musée International des arts modestes, Sète, "auto, moto, vélo, train, avion et bateau"
- 2013 Véhicules:  Collection de l'art brut , Lausanne
- 2012  LaM   Lille Métropole Musée d'Art moderne, d'Art contemporain et d'Art brut, "collectionneur de mondes, œuvres d’art brut de la collection de Korine et Max E. Ammann", (catalogue)[12].
- '2011: 'Amicalement brut, collection Eternod-Mermod. LaM – Lille Métropole, musée d’art moderne, d’art contemporain et d’art brut, Lille-Villeneuve-d'Ascq,  (Catalogue)
- * ''Weltensammler''. Kunstmuseum Thurgau, 2011 (Catalogue)
- 2003 L'ESPAL, Le Mans, "Lisières"
- 2001:  "Solitärer. Sarlingskonst fran Samling Eternod - Mermod," Waldemarsudde Museum,Stockholm, 2001. (catalogue)[13]
- 2000: Kunstmuseum Malmö, "Solitärer. Sarlingskonst fran Samling Eternod - Mermod", Malmö, 2000 (catalogue)[14]